# Louis Ancelin de Gémozac
Pour les articles homonymes, voir Ancelin et Gémozac.
Louis Ancelin, sieur de Gémozac (?-1695), est un officier employé aux colonies sous le règne de Louis XIV.

## Biographie
Né de Joël Ancelin, seigneur de Savigné, de Brenissard, de Saint-Quentin, de Mazerolles, de Lagrollay, de Mazotte et de Dorlac, et de Judith de Montgaillard, dame de Bernessard à Gémozac, dans l'actuel département de la Charente-Maritime, entre 1626 et 1642, Louis Ancelin de Gémozac devint ingénieur de la Marine et il fit vers 1669 le voyage aux Antilles où il s'établit à la Martinique. 
En 1670-1671, il participe à la mission de reconnaissance des côtes de Guinée à bord du vaisseau le Tourbillon, aux côtés du capitaine de vaisseau Louis de Hally. Il tirera de ce voyage en Guinée une relation publiée anonymement en 1674 dans un volume édité par Henri Justel,, et une série de sept plans des forts de la Côte de l'Or (Ghana) aujourd'hui conservés aux Archives nationales d'outre-mer à Aix-en-Provence.
De retour aux Antilles, il travaille aux fortifications de la Martinique et obtient en mai 1675 une charge de lieutenant du roi. Nommé gouverneur de la Grenade en mai 1690, il meurt sur cette île en 1695.